# پتاسیم آدیپات
پتاسیم آدیپات (به انگلیسی: Potassium adipate) با فرمول شیمیایی K۲C۶H۸O۴ یک ترکیب شیمیایی است. 